# Суханов, Дмитрий Николаевич
Дмитрий Николаевич Суханов — советский хозяйственный, государственный и политический деятель.

## Биография
Родился в 1904 году. Член КПСС.

### На работе в партийном и государственном аппарате
В 1922—1936 гг. — заведующий Статистической частью Ярославского  губернского комитета РКП(б), заведующий Сектором регулирования роста партии ЦК КП(б) Узбекистана, в Организационно-инструкторском отделе ЦК ВКП(б).
В 1936—1952 гг. — помощник Г. М. Маленкова.
В 1952—1955 гг. — заведующий канцелярией Президиума ЦК КПСС (впоследствии канцелярия преобразована в Общий отдел ЦК КПСС),  одновременно в 1953-1955 г.г. помощник председателя Совмина СССР.  
В 1955—1956 гг. — заведующий Секретариатом заместителя председателя Совмина СССР. 

### Арест и суд по уголовному преступлению
В мае 1956 г. арестован МУРом за кражу облигаций государственного займа СССР, принадлежащих ранее сначала Н. А. Булганину, а затем оказавшихся у Л. П. Берии, за обыском кабинета которых он в 1953 году наблюдал как представитель высшего руководящего партийного органа. В частности, об этом заявил Н. С. Хрущёв 5 июля 1958 года на заседании в Ленсовете: 
Когда проворовался помощник Маленкова Суханов, а дело с воровством оказалось очень интересным, у Булганина выиграла облигация много лет тому назад. Эта облигация выиграла большую сумму денег. У Булганина все номера облигаций были переписаны. Когда он стал искать эту облигацию, то ее не оказалось в личном сейфе Булганина. Об этом он тогда никому ничего не сказал, ну, пропала и пропала. Когда арестовали Берию и стали переписывать сейф Берии, то эту облигацию нашли в сейфе у Берии. Отсюда я делаю вывод, что он потрошил все наши сейфы, и его дружки, сподручные проверяли, у кого какие облигации, что выиграли. 

Одним словом, оказалось, что вор у вора дубинку украл, потому что Суханов участвовал в описи. Он взял эту облигацию и положил ее в свой карман, а в опись не поставил. Потом Булганин заявил в сберкассу, что такая-то облигация пропала. И забыл об этом. Это было лет пять тому назад. Но когда Суханов послал женщину получать деньги, то девушка, выдававшая выигрыши, посмотрела на номер облигации и сказала, зная о том, что об этом номере заявлено, чтобы зашли завтра, и когда она назавтра пришла, ее задержали. Она оказалась из Секретариата Маленкова. Ее арестовали. Маленков, конечно, здесь ни при чем. Маленков не знал. Это уже вор у вора, как говорится, дубинку украл. 
По итогам следствия о краденых облигациях Д. Н. Суханов был осуждён к 10 годам лишения свободы. 
Умер не раньше 1995 года.